# Horní Vltavice

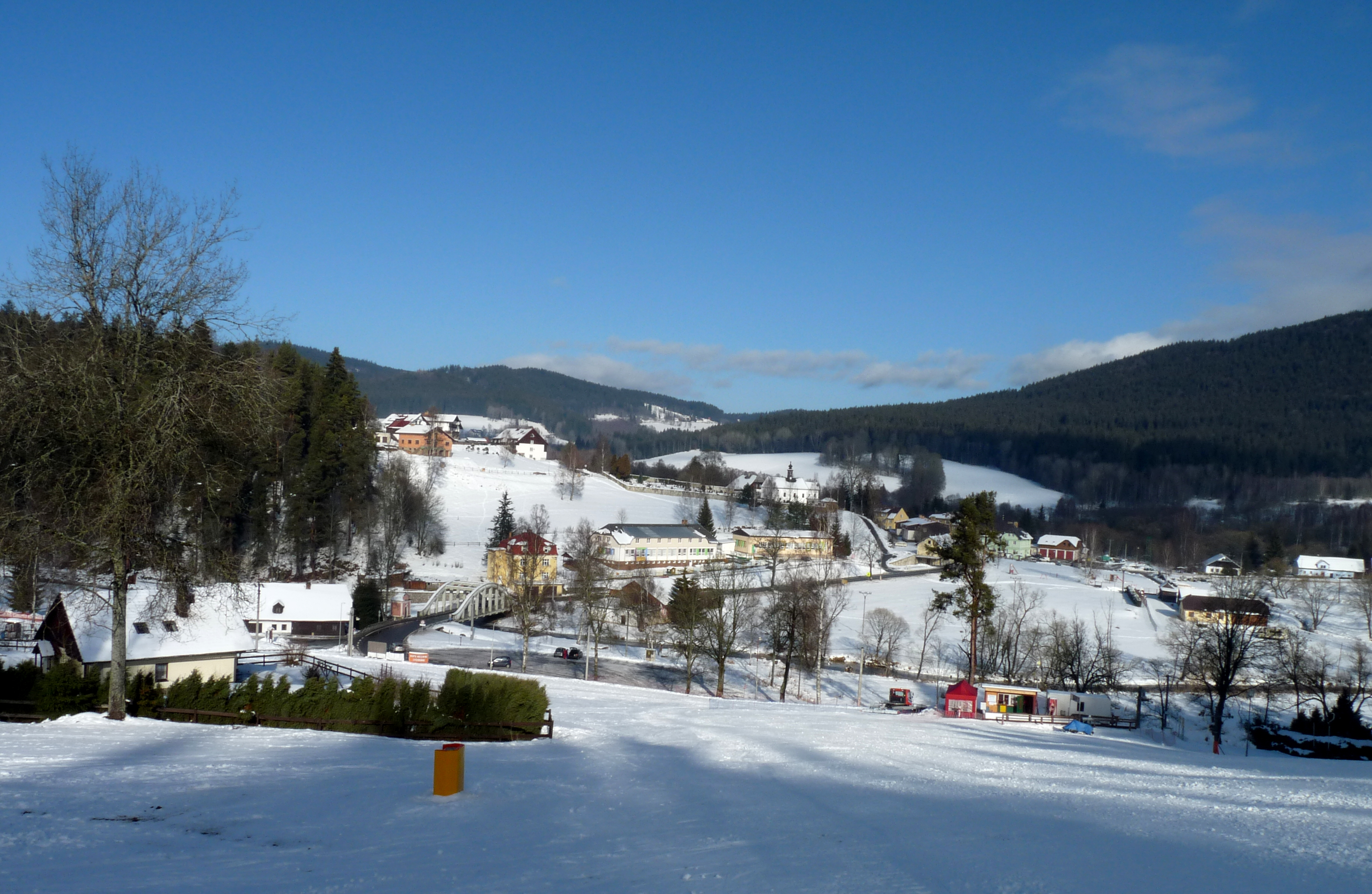
Skiareal Horní Vltavice (2016)

Horní Vltavice, früher Hořejší Vltavice; (deutsch Obermoldau, auch Ober Moldau) ist eine Gemeinde in Tschechien. Sie liegt 19 Kilometer südwestlich von Prachatice und gehört zum Okres Prachatice.

## Geographie

### Lage
Horní Vltavice befindet sich im Tal der Warmen Moldau an der Einmündung des Kubohuťský potok im Böhmerwald. Nordöstlich erhebt sich der Boubín (1362 m), und nördlich der Obrovec (1146 m). Östlich, am Hang des Pažení (1281 m), verläuft die Eisenbahnstrecke zwischen Vimperk und Volary, an der sich im Wald oberhalb des Dorfes die Eisenbahnstation Horní Vltavice befindet. Parallel zur Eisenbahn verläuft eine einfache Befestigungslinie des Tschechoslowakischen Walls. Durch Horní Vltavice führt die Staatsstraße 4 von Strakonice nach Bayern.
Nachbarorte sind Kubova Huť im Norden, Kaplice im Osten, Nová Horní Vltavice, Zátoň und Lenora im Südosten, Houžná, Nová Houžná, Řasnice und Hliniště im Süden, Kořenný und Strážný im Südwesten, Račí im Westen sowie Černá Lada und Borová Lada im Nordwesten.

### Gemeindegliederung
Die Gemeinde Horní Vltavice besteht aus den Ortsteilen Březová Lada (Birkenhaid), Horní Vltavice (Obermoldau), Polka (Elendbachel), Račí (Mitterberg), Slatina (Filz) und Žlíbky (Röhrenberg), die zugleich auch Katastralbezirke bilden. Zu Horní Vltavice gehören außerdem der Wohnplatz Anenský Dvůr. Grundsiedlungseinheiten sind Březová Lada, Horní Vltavice, Nová Horní Vltavice, Polka, Račí, Slatina und Žlíbky.
Auf den Gemeindefluren befinden sich die aufgelassenen Ortschaften Havránka (Rabenhütte), Nová Polka (Neu Elendbachel) und Samoty (Röhrenberger Adlerhütten).

### Nachbargemeinden
| Borová Lada | Kubova Huť, Vimperk                         | Buk    |
|             | Kompassrose, die auf Nachbargemeinden zeigt | Volary |
| Strážný     |                                             | Lenora |

## Geschichte
Der Ort am Goldenen Steig von Winterberg nach Passau wurde im Jahre 1257 erstmals urkundlich erwähnt. Obermoldau gehörte zur Herrschaft Winterberg, und seit 1359 ist der Name Horní Vltavice belegt.
Seit dem 16. Jahrhundert bestanden in der Umgebung zahlreiche Glashütten, die bis ins 18. Jahrhundert betrieben wurden. 1618 wurde in Obermoldau eine Spiegelglashütte gegründet.
Die Rabenhütte, später Stegbauerhütte und noch später Gubischhütte auf dem Berg südlich von Obermoldau wurde nach Joseph Blau bereits 1562 von Lukas Schlemmer an Martl Sellner übergeben. Über dessen Enkeltochter Susanna Sellner ging die Hütte um 1613 in den Besitz ihres Ehemannes Georg Stegbauer über. Dessen Enkel Hans Adam Stegbauer hat um 1687 eine zweite Hütte gebaut. So gab es in Obermoldau zwei Glashütten der Familie Stegbauer, eine für Spiegelglas und eine für Glasperlen.
1858 wurde auf Initiative des herrschaftlichen Forstmeisters Josef John aus Winterberg ein Teil des früheren königlichen Grenzwaldes am Fuße des Pažení, eines Nebengipfels des Boubín (Kubany), zum Naturreservat Kubany-Urwald (Boubínský prales) erklärt.
1910 zählte Obermoldau 465 deutsch- und 14 tschechischsprachige Einwohner in 64 Häusern.
Nach dem Münchner Abkommen wurde Obermoldau in das Deutsche Reich eingegliedert und gehörte von 1939 bis 1945 zum Landkreis Prachatitz. Nach dem Ende des Zweiten Weltkriegs begann die Odsun (Vertreibung) der deutschen Bevölkerung, und in Horní Vltavice wurden Tschechen und Slowaken sowie Reemigranten aus Ungarn und Rumänien angesiedelt.

## Sehenswürdigkeiten
- Kirche der Jungfrau Maria, des Hl. Josef und des Hl. Johannes von Nepomuk entstand 1724 anstelle einer Kapelle. In der Kirche befinden sich zwei Bildnisse aus den Jahren 1724 bis 1725, die dem holländischen Maler Pieter van Roy zugeschrieben werden. Auf dem Friedhof befindet sich die Grablege der Eleonorenhainer Glasmacherfamilie Kralik von Meyrswalden.
- Brücke über die Warme Moldau, Technisches Denkmal
- Kapelle des Hl. Johannes von Nepomuk, an der Moldaubrücke
- Wasserkraftwerk Polka
- Gedenksäule für den Forstmeister Josef John, den Begründer des Naturreservates Kubany-Urwald
- Boubín mit Aussichtsturm
- Boubínský prales (Kubany-Urwald) am Pažení, 1858 zum Naturreservat erklärt. Das 666 ha große Reservat ist das drittälteste in Tschechien

## Persönlichkeiten
Der Schauspieler Zdeněk Štěpánek lebte viele Jahre im Pfarrhaus von Horní Vltavice.